# Konståkning vid olympiska vinterspelen 1924 – Singel damer
- 29 januari och 31 januari 1924

Tävlingen hölls i Chamonix isstadion. Det var åtta deltagare från sex nationer. Anmärkningsvärt är att elvaåriga Sonja Henie deltog i tävlingen. Hon kom dock sist.

## Medaljer
| Gren         | Guld              | Silver                 | Brons               |
| Singel damer | Herma Szabo (AUT) | Beatrix Loughran (USA) | Ethel Muckelt (GBR) |

## Resultat
| Plats | Utövare                | Stilpoäng |
| ----- | ---------------------- | --------- |
| 1     | Herma Planck-Szabó     | 299,17    |
| 2     | Beatrix Loughran       | 279,85    |
| 3     | Ethel Muckelt          | 250,07    |
| 4     | Theresa Weld-Blanchard | 249,53    |
| 5     | Andrée Joly            | 231,92    |
| 6     | Cecil Smith            | 230,75    |
| 7     | Kathleen Shaw          | 221,00    |
| 8     | Sonja Henie            | 203,82    |

Huvuddomare:
- Alexander von Szabo de Bucs

Domare:
- Francis Pigueron
- Louis Magnus
- Hynek Kott
- J.G. Künzli
- Herbert Yglesias
- Josef Fellner
- Ernst Herz